# American Film Manufacturing Company
L'American Film Manufacturing Company è stata una casa di produzione cinematografica statunitense conosciuta anche con il nome Flying "A" Studios. Fu fondata a Chicago nel 1910. Nel 1915, cambiò il nome in quello di American Film Company.
I primi finanziatori dell'impresa furono quattro uomini d'affari del Middle West, Samuel Hutchinson, John Freuler, Charles J. Hite e Harry Aitken.
Dal 1910 al 1917, la compagnia produsse mille e un film.

## Storia
La casa di produzione si trasferì presto in California. Dall'agosto 1911 al luglio 1912, si stabilì a La Mesa, nella contea di San Diego. I Flying "A" Studios, sotto la conduzione di Allan Dwan, produssero oltre centocinquanta film nella zona di San Diego. La maggior parte dei film erano western o commedie, con qualche incursione nel documentario.

## Filmografia

### 1910
- Romantic Redskins, regia di Tom Ricketts – cortometraggio (1910)[1]
- A Touching Affair, regia di Sam Morris – cortometraggio (1910)
- Two Lucky Jims, regia di Frank Beal – cortometraggio (1910)
- The Rummage Sale, regia di Sam Morris – cortometraggio (1910)
- Her Husband's Deception, regia di Sam Morris – cortometraggio (1910)
- Girlies, regia di Sam Morris – cortometraggio (1910) )

### 1911
- The Genius – cortometraggio (1911) )
- A Pittsburgh Millionaire, regia di Horace Vinton – cortometraggio (1911) )
- Too Much Aunt – cortometraggio (1911) )
- On the Installment Plan – cortometraggio (1911) )
- Strategy, regia di Allan Dwan – cortometraggio (1911)
- The Boss of Lucky Ranch, regia di Allan Dwan – cortometraggio (1911)
- A California Love Story, regia di Allan Dwan – cortometraggio (1911)
- The Opium Smuggler, regia di Allan Dwan – cortometraggio (1911)
- The Sheriff's Captive, regia di Allan Dwan – cortometraggio (1911)
- A Cowboy's Sacrifice, regia di Allan Dwan – cortometraggio (1911)
- Branding a Bad Man, regia di Allan Dwan – cortometraggio (1911)
- A Western Dream, regia di Allan Dwan – cortometraggio (1911)
- A Trooper's Heart, regia di Allan Dwan – cortometraggio (1911)
- A Daughter of Liberty, regia di Allan Dwan – cortometraggio (1911)
- The Ranch Tenor, regia di Allan Dwan – cortometraggio (1911)
- Rattlesnakes and Gunpowder, regia di Allan Dwan – cortometraggio (1911)
- The Sheepman's Daughter, regia di Allan Dwan – cortometraggio (1911)
- The Sage-Brush Phrenologist, regia di Allan Dwan – cortometraggio (1911)
- The Elopement on Double L Ranch, regia di Allan Dwan – cortometraggio (1911)
- $5000 Reward, Dead or Alive, regia di Allan Dwan – cortometraggio (1911)
- The Witch of the Range, regia di Allan Dwan – cortometraggio (1911)
- The Cowboy's Ruse, regia di Allan Dwan – cortometraggio (1911)
- Law and Order on Bar L Ranch, regia di Allan Dwan – cortometraggio (1911)
- The Yiddisher Cowboy, regia di Allan Dwan – cortometraggio (1911)
- The Broncho Buster's Bride, regia di Allan Dwan – cortometraggio (1911)
- The Hermit's Gold, regia di Allan Dwan – cortometraggio (1911)
- The Sky Pilot's Intemperance, regia di Allan Dwan – cortometraggio (1911)
- The Actress and the Cowboys, regia di Allan Dwan – cortometraggio (1911)
- A Western Waif, regia di Allan Dwan – cortometraggio (1911)
- The Call of the Open Range, regia di Allan Dwan – cortometraggio (1911)
- The Schoolm'am of Snake, regia di Allan Dwan – cortometraggio (1911)
- The Ranch Chicken, regia di Allan Dwan – cortometraggio (1911)
- Cupid in Chaps, regia di Allan Dwan – cortometraggio (1911)
- The Outlaw's Trail, regia di Allan Dwan – cortometraggio (1911)
- The Ranchman's Nerve, regia di Allan Dwan – cortometraggio (1911)
- The Cowboy's Deliverance, regia di Allan Dwan – cortometraggio (1911)
- The Cattle Thief's Brand, regia di Allan Dwan – cortometraggio (1911)
- The Parting of the Trails, regia di Allan Dwan – cortometraggio (1911)
- The Cattle Rustler's End – cortometraggio (1911)
- Cattle, Gold and Oil, regia di Allan Dwan – cortometraggio (1911)
- The Ranch Girl, regia di Allan Dwan – cortometraggio (1911)
- The Poisoned Flume, regia di Allan Dwan – cortometraggio (1911)
- The Brand of Fear, regia di Allan Dwan – cortometraggio (1911)
- The Blotted Brand, regia di Allan Dwan – cortometraggio (1911)
- Auntie and the Cowboys, regia di Allan Dwan – cortometraggio (1911)
- The Cowboy and the Artist, regia di Allan Dwan – cortometraggio (1911)
- Three Million Dollars, regia di Allan Dwan – cortometraggio (1911)
- The Mother of the Ranch, regia di Allan Dwan – cortometraggio (1911)
- The Gun Man, regia di Allan Dwan – cortometraggio (1911)
- The Claim Jumper, regia di Allan Dwan – cortometraggio (1911)
- The Circular Fence, regia di Allan Dwan – cortometraggio (1911)
- The Rustler Sheriff, regia di Allan Dwan – cortometraggio (1911)
- The Love of the West, regia di Allan Dwan – cortometraggio (1911)
- The Miner's Wife, regia di Allan Dwan – cortometraggio (1911)
- The Land Thieves, regia di Allan Dwan – cortometraggio (1911)
- The Cowboy and the Outlaw, regia di Allan Dwan – cortometraggio (1911)
- Three Daughters of the West, regia di Allan Dwan – cortometraggio (1911)
- The Lonely Range, regia di Allan Dwan – cortometraggio (1911)
- The Horse Thief's Bigamy, regia di Allan Dwan – cortometraggio (1911)
- The Trail of the Eucalyptus, regia di Allan Dwan – cortometraggio (1911)
- The Stronger Man, regia di Allan Dwan – cortometraggio (1911)
- The Water War, regia di Allan Dwan – cortometraggio (1911)
- The Three Shell Game, regia di Allan Dwan – cortometraggio (1911)
- The Mexican, regia di Allan Dwan – cortometraggio (1911)
- The Eastern Cowboy, regia di Allan Dwan – cortometraggio (1911)
- The Way of the West, regia di Allan Dwan – cortometraggio (1911)
- The Test, regia di Allan Dwan – cortometraggio (1911)
- Jolly Bill of the Rocking R, regia di Allan Dwan – cortometraggio (1911)
- The Sheriff's Sisters, regia di Allan Dwan – cortometraggio (1911)
- The Angel of Paradise Ranch, regia di Allan Dwan – cortometraggio (1911)
- The Smoke of the .45, regia di Allan Dwan – cortometraggio (1911)
- The Last Notch, regia di Allan Dwan – cortometraggio (1911)
- The Duel of the Candles – cortometraggio (1911)
- Bonita of El Cajon, regia di Allan Dwan – cortometraggio (1911)

### 1912
- The Misadventures of a Claim Agent, regia di Allan Dwan – cortometraggio (1912)
- The Winning of La Mesa, regia di Allan Dwan – cortometraggio (1912)
- The Locket, regia di Allan Dwan (1912) – cortometraggio
- The Relentless Law, regia di Allan Dwan (1912) – cortometraggio
- Justice of the Sage, regia di Allan Dwan – cortometraggio (1912)
- Objections Overruled, regia di Allan Dwan – cortometraggio (1912)
- The Mormon, regia di Allan Dwan – cortometraggio (1912)
- Love and Lemons, regia di Allan Dwan – cortometraggio (1912)
- The Best Policy, regia di Allan Dwan – cortometraggio (1912)
- The Real Estate Fraud, regia di Allan Dwan – cortometraggio (1912)
- The Grub Stake Mortgage, regia di Allan Dwan – cortometraggio (1912)
- Where Broadway Meets the Mountains, regia di Allan Dwan – cortometraggio (1912)
- An Innocent Grafter, regia di Allan Dwan – cortometraggio (1912)
- Society and Chaps, regia di Allan Dwan – cortometraggio (1912)
- A Leap Year Comedy, regia di Allan Dwan – cortometraggio (1912)
- The Land Baron of San Tee, regia di Allan Dwan – cortometraggio (1912)
- An Assisted Elopement, regia di Allan Dwan – cortometraggio (1912)
- From the Four Hundred to the Herd, regia di Allan Dwan – cortometraggio (1912)
- The Broken Ties, regia di Allan Dwan – cortometraggio (1912)
- After School, regia di Allan Dwan – cortometraggio (1912)
- A Bad Investment, regia di Allan Dwan – cortometraggio (1912)
- The Full Value, regia di Allan Dwan – cortometraggio (1912)
- The Tramp's Gratitude, regia di Allan Dwan – cortometraggio (1912)
- Fidelity, regia di Allan Dwan – cortometraggio (1912)
- The Maid and the Man, regia di Allan Dwan – cortometraggio (1912)
- The Agitator, regia di Allan Dwan – cortometraggio (1912)
- The Ranchman's Marathon, regia di Allan Dwan – cortometraggio (1912)
- The Coward, regia di Allan Dwan – cortometraggio (1912)
- The Distant Relative, regia di Allan Dwan – cortometraggio (1912)
- The Range Detective, regia di Allan Dwan – cortometraggio (1912)
- Driftwood, regia di Allan Dwan – cortometraggio (1912)
- Her Mountain Home (o  The Eastern Girl), regia di Allan Dwan – cortometraggio (1912)
- The Pensioners, regia di Allan Dwan – cortometraggio (1912)
- The End of the Feud, regia di Allan Dwan – cortometraggio (1912)
- The Myth of Jamasha Pass, regia di Allan Dwan – cortometraggio (1912)
- The Other Wise Man, regia di Allan Dwan – cortometraggio (1912)
- The Haters, regia di Allan Dwan – cortometraggio (1912)
- The Thread of Life, regia di Allan Dwan – cortometraggio (1912)
- The Wandering Gypsy, regia di Allan Dwan – cortometraggio (1912)
- The Reward of Valor, regia di Allan Dwan – cortometraggio (1912)
- The Brand, regia di Allan Dwan – cortometraggio (1912)
- The Green-Eyed Monster, regia di Allan Dwan – cortometraggio (1912)
- Cupid Through Padlocks, regia di Allan Dwan – cortometraggio (1912)
- For the Good of Her Men, regia di Allan Dwan – cortometraggio (1912)
- The Simple Love, regia di Allan Dwan (1912) – cortometraggio
- The Weaker Brother, regia di Allan Dwan – cortometraggio (1912)
- The Wordless Message, regia di Allan Dwan – cortometraggio (1912)
- The Evil Inheritance, regia di Allan Dwan – cortometraggio (1912)
- The Marauders, regia di Allan Dwan – cortometraggio (1912)
- The Thread of Life, regia di Allan Dwan – cortometraggio (1912)
- Under False Pretenses, regia di Allan Dwan – cortometraggio (1912)
- The Vanishing Race, regia di Allan Dwan – cortometraggio (1912)
- The Tell-Tale Shells, regia di Allan Dwan – cortometraggio (1912)
- Indian Jealousy, regia di Allan Dwan – cortometraggio (1912)
- The Canyon Dweller, regia di Allan Dwan – cortometraggio (1912)
- It Pays to Wait, regia di Allan Dwan – cortometraggio (1912)
- A Life for a Kiss, regia di Allan Dwan – cortometraggio (1912)
- The Meddlers, regia di Allan Dwan – cortometraggio (1912)
- The Girl and the Gun, regia di Allan Dwan – cortometraggio (1912)
- The Bad Man and the Ranger, regia di Allan Dwan – cortometraggio (1912)
- The Outlaw Colony, regia di Allan Dwan – cortometraggio (1912)
- The Land of Death, regia di Allan Dwan – cortometraggio (1912)
- The Bandit of Point Loma, regia di Allan Dwan – cortometraggio (1912)
- The Jealous Rage, regia di Allan Dwan – cortometraggio (1912)
- The Will of James Waldron, regia di Allan Dwan – cortometraggio (1912)
- The Greaser and the Weakling, regia di Allan Dwan – cortometraggio (1912)
- The Marked Gun – cortometraggio (1912)
- The Stranger at Coyote, regia di Allan Dwan (1912) – cortometraggio
- The Dawn of Passion, regia di Allan Dwan – cortometraggio (1912)
- The Vengeance That Failed, regia di Allan Dwan – cortometraggio (1912)
- Geronimo's Last Raid, regia di John Emerson – cortometraggio (1912)
- The Fear, regia di Allan Dwan – cortometraggio (1912)
- The Foreclosure, regia di Allan Dwan – cortometraggio (1912)
- White Treachery, regia di Allan Dwan – cortometraggio (1912)
- Their Hero Son, regia di Allan Dwan – cortometraggio (1912)
- Calamity Anne's Ward (riedizione: Calamity Anne, Guardian), regia di Allan Dwan – cortometraggio (1912)
- Father's Favorite, regia di Allan Dwan – cortometraggio  (1912)
- Jack of Diamonds, regia di Allan Dwan – cortometraggio (1912)
- The Reformation of Sierra Smith, regia di Allan Dwan (1912)
- The Promise, regia di Allan Dwan – cortometraggio (1912)
- The New Cowpuncher, regia di Allan Dwan – cortometraggio (1912)
- The Best Man Wins, regia di Allan Dwan – cortometraggio (1912)
- One, Two, Three, regia di Allan Dwan – cortometraggio (1912)
- The Wooers of Mountain Kate, regia di Allan Dwan – cortometraggio (1912)
- The Wanderer, regia di Allan Dwan – cortometraggio (1912)
- Maiden and Men, regia di Allan Dwan – cortometraggio (1912)
- Man's Calling, regia di Allan Dwan – cortometraggio (1912)
- The Intrusion at Lompoc, regia di Allan Dwan – cortometraggio (1912)
- The Thief's Wife, regia di Allan Dwan – cortometraggio (1912)
- The Would-Be Heir, regia di Allan Dwan  – cortometraggio (1912)
- An Idyl of Hawaii – cortometraggio (1912)
- Jack's Word, regia di Allan Dwan – cortometraggio (1912)
- Her Own Country, regia di Allan Dwan – cortometraggio (1912)
- Pals, regia di Allan Dwan – cortometraggio (1912)
- The Animal Within, regia di Allan Dwan – cortometraggio (1912)
- The Law of God, regia di Allan Dwan (1912) – cortometraggio
- Nell of the Pampas, regia di Allan Dwan – cortometraggio (1912)
- The Daughters of Senor Lopez, regia di Allan Dwan – cortometraggio (1912)
- The Power of Love, regia di Allan Dwan – cortometraggio (1912)
- The Recognition, regia di Allan Dwan – cortometraggio (1912)
- The Blackened Hills, regia di Allan Dwan – cortometraggio (1912)
- The Girl of the Manor, regia di Allan Dwan – cortometraggio (1912)
- Loneliness of Neglect, regia di Allan Dwan – cortometraggio (1912)

### 1913
- Love and the Law, regia di Wallace Reid – cortometraggio (1913)
- When Chemistry Counted, regia di Tom Ricketts – cortometraggio (1913)
- The Fraud That Failed, regia di Allan Dwan – cortometraggio (1913)
- Another Man's Wife, regia di Allan Dwan – cortometraggio (1913)
- The Trail of Cards, regia di Gilbert P. Hamilton – cortometraggio (1913)
- Calamity Anne's Inheritance (riedizione: Calamity Anne's Legacy), regia di Allan Dwan – cortometraggio (1913)
- Their Masterpiece, regia di Allan Dwan – cortometraggio (1913)
- The Awakening, regia di Allan Dwan – cortometraggio (1913)
- His Old-Fashioned Mother, regia di Allan Dwan – cortometraggio (1913)
- Where Destiny Guides, regia di Wallace Reid – cortometraggio (1913)
- The Silver-Plated Gun, regia di Allan Dwan – cortometraggio (1913)
- A Rose of Old Mexico, regia di Wallace Reid – cortometraggio (1913)
- The Latent Spark, regia di Wallace Reid – cortometraggio (1913)
- Women Left Alone, regia di Allan Dwan – cortometraggio (1913)
- Andrew Jackson, regia di Allan Dwan – cortometraggio (1913)
- His Sacrifice – cortometraggio (1913)
- Calamity Anne's Vanity, regia di Allan Dwan – cortometraggio (1913)
- The Fugitive, regia di Wallace Reid – cortometraggio (1913)
- The Romance, regia di Allan Dwan – cortometraggio (1913)
- The Finer Things, regia di Allan Dwan – cortometraggio (1913)
- Love Is Blind, regia di Allan Dwan – cortometraggio (1913)
- High and Low, regia di Allan Dwan – cortometraggio (1913)
- The Greater Love, regia di Allan Dwan – cortometraggio (1913)
- Jocular Winds, regia di Allan Dwan – cortometraggio (1913)
- The Transgression of Manuel, regia di Allan Dwan – cortometraggio (1913)
- The Tattooed Arm, regia di Wallace Reid – cortometraggio (1913)
- Calamity Anne, Detective, regia di Allan Dwan – cortometraggio (1913)
- Brother Love, regia di Wallace Reid – cortometraggio (1913)
- When a Woman Won't, regia di Allan Dwan – cortometraggio (1913)
- The Lesson – cortometraggio (1913)
- An Eastern Flower, regia di Allan Dwan – cortometraggio (1913)
- Cupid Never Ages, regia di Allan Dwan – cortometraggio (1913)
- Calamity Anne's Beauty, regia di Allan Dwan – cortometraggio (1913)
- The Renegade's Heart, regia di Wallace Reid – cortometraggio (1913)
- Matches, regia di Allan Dwan – cortometraggio (1913)
- The Mute Witness, regia di Wallace Reid – cortometraggio (1913)
- Cupid Throws a Brick, regia di Allan Dwan – cortometraggio (1913)
- The Homestead Race, regia di Wallace Reid – cortometraggio (1913)
- Woman's Honor, regia di Allan Dwan – cortometraggio  (1913)
- Suspended Sentence, regia di Wallace Reid – cortometraggio (1913)
- In Another's Nest, regia di Allan Dwan – cortometraggio (1913)
- The Ways of Fate, regia di Wallace Reid – cortometraggio (1913)
- Boobs and Bricks, regia di Allan Dwan – cortometraggio  (1913)
- Calamity Anne's Trust, regia di Allan Dwan – cortometraggio (1913)
- Oil on Troubled Waters, regia di Allan Dwan – cortometraggio (1913)
- The Road to Ruin, regia di Allan Dwan – cortometraggio (1913)
- The Brothers, regia di Wallace Reid – cortometraggio (1913)
- The Deerslayer, regia di Wallace Reid – cortometraggio (1913)
- Human Kindness, regia di Allan Dwan – cortometraggio (1913)
- Youth and Jealousy, regia di Wallace Reid – cortometraggio (1913)
- Angel of the Canyons, regia di Allan Dwan – cortometraggio (1913)
- The Kiss, regia di Wallace Reid – cortometraggio (1913)
- The Great Harmony, regia di Allan Dwan – cortometraggio (1913)
- Calamity Anne's Parcel Post – cortometraggio (1913)
- Ashes of Three, regia di Allan Dwan – cortometraggio (1913)
- On the Border, regia di Wallace Reid – cortometraggio (1913)
- Her Big Story, regia di Allan Dwan – cortometraggio (1913)
- When Luck Changes, regia di Wallace Reid – cortometraggio (1913)
- The Wishing Seat, regia di Allan Dwan – cortometraggio
- Via Cabaret, regia di Wallace Reid – cortometraggio (1913)
- Reward of Courage, regia di Albert W. Hale – cortometraggio (1913)
- Unwritten Law of the West, regia di Gilbert P. Hamilton – cortometraggio (1913)
- A Husband's Mistake, regia di Albert W. Hale – cortometraggio (1913)
- Calamity Anne Takes a Trip, regia di Albert W. Hale – cortometraggio (1913)
- Quicksands, regia di Albert W. Hale – cortometraggio (1913)
- Pride of Lonesome, regia di Wallace Reid – cortometraggio (1913)
- A Tale of Death Valley, regia di Gilbert P. Hamilton – cortometraggio (1913)
- A Foreign Spy, regia di Wallace Reid – cortometraggio (1913)
- The Song of the Soup – cortometraggio (1913)
- Truth in the Wilderness, regia di Lorimer Johnston – cortometraggio (1913)
- To Err Is Human, regia di Edward Coxen – cortometraggio (1913)
- At the Half-Breed's Mercy, regia di Albert W. Hale – cortometraggio (1913)
- Jealousy's Trail – cortometraggio (1913)
- Tom Blake's Redemption, regia di Albert W. Hale, Lorimer Johnston – cortometraggio (1913)
- The Scapegoat, regia di Lorimer Johnston – cortometraggio (1913)
- Mission Bells – cortometraggio (1913)
- Single-Handed Jim, regia di Gilbert P. Hamilton – cortometraggio (1913)
- When Chemistry Counted, regia di Thomas Ricketts – cortometraggio (1913)
- The Adventures of Jacques, regia di Lorimer Johnston – cortometraggio (1913)
- The Mystery of Tusa, regia di Albert W. Hale – cortometraggio  (1913)
- An Even Exchange – cortometraggio (1913)
- A Tide in the Affairs of Men, regia di Albert W. Hale – cortometraggio  (1913)
- The Golden Heart – cortometraggio (1913)
- Flesh of His Flesh, regia di Harry A. Pollard  – cortometraggio (1913)
- For the Flag, regia di Lorimer Johnston – cortometraggio (1913)
- Jack Meets His Waterloo, regia di Lorimer Johnston – cortometraggio (1913)
- The Poisoned Chop, regia di Tom Ricketts – cortometraggio (1913)
- Mysterious Eyes – cortometraggio (1913)
- For the Crown, regia di Lorimer Johnston (1913)
- Through the Neighbor's Window, regia di Edward Coxen – cortometraggio (1913)
- Red Sweeney's Defeat, regia di Tom Ricketts – cortometraggio (1913)
- Calamity Anne, Heroine, regia di Lorimer Johnston – cortometraggio (1913)
- A Fall Into Luck – cortometraggio (1913)
- Jim Takes a Chance – cortometraggio (1913)
- Travelers of the Road, regia di Allan Dwan – cortometraggio (1913)
- The Ghost of the Hacienda, regia di Thomas Ricketts – cortometraggio (1913)
- Mrs. Carter's Campaign, regia di Thomas Ricketts – cortometraggio (1913)
- Master of Himself – cortometraggio (1913)
- The Flirt and the Bandit, regia di Thomas Ricketts – cortometraggio (1913)
- The Badge of Honor – cortometraggio (1913)
- Crooks and Credulous – cortometraggio (1913)
- A Pitfall of the Installment Plan – cortometraggio (1913)
- Taming a Cowboy, regia di G.P. Hamilton – cortometraggio (1913)
- Calamity Anne's Sacrifice – cortometraggio (1913)
- Courage of Sorts – cortometraggio  (1913)
- The Making of a Woman, regia di Thomas Ricketts – cortometraggio
- Hidden Treasure Ranch, regia di Lorimer Johnston – cortometraggio
- The Step Brothers, regia di Thomas Ricketts  – cortometraggio
- In the Mountains of Virginia, regia di Lorimer Johnston – cortometraggio (1913)
- The Restless Spirit,  regia di Allan Dwan – cortometraggio
- In the Days of Trajan,  regia di Lorimer Johnston – cortometraggio
- In Three Hours, regia di Thomas Ricketts  – cortometraggio (1913)
- The Girl and the Greaser,  regia di Lorimer Johnston – cortometraggio
- The Haunted House, regia di Lorimer Johnston – cortometraggio (1913)
- Martha's Decision,  regia di Thomas Ricketts – cortometraggio
- An Assisted Proposal,  regia di Lorimer Johnston – cortometraggio
- The Trail of the Lost Chord,  regia di Thomas Ricketts – cortometraggio
- The Tale of the Ticker – cortometraggio (1913)
- Calamity Anne's Dream – cortometraggio (1913)
- At Midnight, regia di Lorimer Johnston – cortometraggio (1913)
- The Occult, regia di Lorimer Johnston – cortometraggio (1913)
- A Spartan Girl of the West, regia di Thomas Ricketts – cortometraggio (1913)
- American Born, regia di Lorimer Johnston – cortometraggio (1913)
- A Divorce Scandal, regia di Thomas Ricketts – cortometraggio (1913)
- Trapped in a Forest Fire, regia di Lorimer Johnston – cortometraggio (1913)
- Armed Intervention,  regia di Thomas Ricketts  – cortometraggio
- Where the Road Forks,  regia di Thomas Ricketts – cortometraggio (1913)
- Personal Magnetism, regia di Lorimer Johnston – cortometraggio (1913)
- Fate's Round-Up,  regia di Thomas Ricketts – cortometraggio (1913)
- The Shriner's Daughter,  regia di Thomas Ricketts – cortometraggio (1913)
- The Rose of San Juan, regia di Lorimer Johnston – cortometraggio (1913)
- In the Firelight,  regia di Thomas Ricketts – cortometraggio (1913)

### 1914
- The Miser's Policy, regia di Tom Ricketts – cortometraggio (1914)
- The Son of Thomas Gray, regia di Lorimer Johnston – cortometraggio (1914)
- Destinies Fulfilled , regia di Lorimer Johnston – cortometraggio (1914)
- Unto the Weak, regia di Tom Ricketts – cortometraggio (1914)
- The Return of Helen Redmond, regia di Thomas Ricketts – cortometraggio (1914)
- At the Potter's Wheel, regia di Lorimer Johnston – cortometraggio (1914)
- A Blowout at Santa Banana, regia di Lorimer Johnston – cortometraggio (1914)
- Bess, the Outcast, regia di Harry A. Pollard – cortometraggio (1914)
- Calamity Anne in Society, regia di Thomas Ricketts – cortometraggio (1914)
- The Hermit, regia di Thomas Ricketts – cortometraggio (1914)
- True Western Hearts, regia di Lorimer Johnston – cortometraggio (1914)
- The Lost Treasure, regia di Thomas Ricketts – cortometraggio (1914)
- The Wife, regia di Harry A. Pollard – cortometraggio (1914)
- The Cricket on the Hearth, regia di Lorimer Johnston – cortometraggio (1914)
- The Sacrifice, regia di Harry A. Pollard – cortometraggio (1914)
- The 'Pote Lariat' of the Flying A, regia di Lorimer Johnston – cortometraggio (1914)
- The Dream Child, regia di Thomas Ricketts – cortometraggio (1914)
- The Professor's Awakening, regia di Harry A. Pollard – cortometraggio (1914)
- The Carbon Copy, regia di Thomas Ricketts – cortometraggio (1914)
- The Crucible, regia di Lorimer Johnston – cortometraggio (1914)
- Italian Love, regia di Harry A. Pollard – cortometraggio (1914)
- The Pursuer Pursued, regia di Thomas Ricketts  – cortometraggio (1914)
- A Child of the Desert, regia di Lorimer Johnston – cortometraggio (1914)
- The Call of the Traumerei, regia di Jacques Jaccard e Lorimer Johnston – cortometraggio (1914)
- Closed at Ten, regia di Harry A. Pollard – cortometraggio (1914)
- A Story of Little Italy, regia di Lorimer Johnston – cortometraggio (1914)
- A Modern Free-Lance, regia di Thomas Ricketts  – cortometraggio (1914)
- The Girl Who Dared , regia di Harry A. Pollard – cortometraggio (1914)
- The Coming of the Padres, regia di Lorimer Johnston – cortometraggio (1914)
- The Turning Point, regia di Lorimer Johnston – cortometraggio (1914)
- The Peacock Feather Fan, regia di Harry A. Pollard – cortometraggio (1914)
- A Decree of Justice, regia di Thomas Ricketts – cortometraggio (1914)
- Sweet Land of Liberty, regia di Harry A. Pollard – cortometraggio (1914)
- Like Father, Like Son, regia di Thomas Ricketts – cortometraggio (1914)
- Retribution, regia di Harry A. Pollard – cortometraggio (1914)
- A Happy Coercion – cortometraggio (1914)
- The Second Clue, regia di Thomas Ricketts – cortometraggio (1914)
- The Last Supper, regia di Lorimer Johnston – cortometraggio (1914)
- Mlle. La Mode, regia di Harry A. Pollard – cortometraggio (1914)
- The Independence of Susan, regia di Thomas Ricketts – cortometraggio (1914)
- The Widow's Investment, regia di Lorimer Johnston – cortometraggio (1914)
- The Man Who Came Back, regia di Henry Harrison Lewis – cortometraggio (1914)
- David Gray's Estate, regia di Lorimer Johnston – cortometraggio (1914)
- Her Fighting Chance, regia di Thomas Ricketts – cortometraggio (1914)
- A Flurry in Hats, regia di Harry A. Pollard – cortometraggio (1914)
- The Smouldering Spark, regia di William Desmond Taylor – cortometraggio (1914)
- In the Moonlight, regia di Thomas Ricketts – cortometraggio (1914)
- Eugenics Versus Love, regia di Harry A. Pollard – cortometraggio (1914)
- The Story of the Olive, regia di Sydney Ayres – cortometraggio (1914)
- Calamity Anne's Love Affair, regia di Thomas Ricketts – cortometraggio (1914)
- A Soul Astray, regia di William Desmond Taylor – cortometraggio (1914)
- Her Heritage, regia di Harry A. Pollard – cortometraggio (1914)
- In the Footprints of Mozart, regia di Thomas Ricketts – cortometraggio (1914)
- The Courting of Prudence, regia di Harry A. Pollard – cortometraggio (1914)
- Jane, the Justice, regia di Harry A. Pollard – cortometraggio (1914)
- Beyond the City, regia di Sydney Ayres – cortometraggio (1914)
- Nancy's Husband, regia di Harry A. Pollard – cortometraggio (1914)
- The Tale of a Tailor, regia di Harry A. Pollard – cortometraggio (1914)
- The Lost Sermon – cortometraggio (1914)
- Sheltering an Ingrate, regia di Thomas Ricketts – cortometraggio (1914)
- Metamorphosis – cortometraggio (1914)
- Drifting Hearts, regia di Harry A. Pollard – cortometraggio (1914)
- A Prince of Bohemia – cortometraggio (1914)
- Mein Lieber Katrina – cortometraggio (1914)
- The Oath of Pierre, regia di Sydney Ayres – cortometraggio (1914)
- Jim, regia di Thomas Ricketts – cortometraggio  (1914)
- The Dream Ship, regia di Harry A. Pollard – cortometraggio (1914)
- The Unmasking – cortometraggio (1914)
- The Painted Lady's Child, regia di Sydney Ayres – cortometraggio (1914)
- Blue Knot, King of Polo, regia di Thomas Ricketts – cortometraggio (1914)
- The Little House in the Valley, regia di Thomas Ricketts – cortometraggio (1914)
- Via the Fire Escape, regia di Harry A. Pollard – cortometraggio (1914)
- Nature's Touch, regia di Sydney Ayres – cortometraggio (1914)
- Mein Lieber Katrina Catches a Convict, regia di Thomas Ricketts – cortometraggio (1914)
- Cameo of Yellowstone, regia di Sydney Ayres – cortometraggio (1914)
- The Other Train, regia di Harry A. Pollard – cortometraggio (1914)
- Feast and Famine, regia di Sydney Ayres – cortometraggio (1914)
- The Lure of the Sawdust, regia di Thomas Ricketts – cortometraggio (1914)
- A Joke on Jane, regia di Harry A. Pollard – cortometraggio (1914)
- Youth and Art, regia di Thomas Ricketts – cortometraggio (1914)
- A Man's Way, regia di Sydney Ayres – cortometraggio (1914)
- Her 'Really' Mother, regia di Harry A. Pollard – cortometraggio (1914)
- Business Versus Love, regia di Thomas Ricketts – cortometraggio (1914)
- The Broken Barrier, regia di Thomas Ricketts (1914)
- A Midsummer's Love Tangle, regia di Harry A. Pollard – cortometraggio (1914)
- Does It End Right?, regia di Sydney Ayres – cortometraggio (1914)
- All on Account of a Jug, regia di Tom Ricketts – cortometraggio (1914)
- At the End of a Perfect Day, regia di Thomas Ricketts – cortometraggio (1914)
- A Suspended Ceremony, regia di Harry A. Pollard – cortometraggio (1914)
- The Widow, regia di Thomas Ricketts – cortometraggio (1914)
- The Trap, regia di Sydney Ayres – cortometraggio (1914)
- Suzanna's New Suit, regia di Harry A. Pollard – cortometraggio (1914)
- The Butterfly, regia di Thomas Ricketts – cortometraggio (1914)
- False Gods, regia di Thomas Ricketts – cortometraggio (1914)
- The Silence of John Gordon, regia di Harry A. Pollard – cortometraggio (1914)
- Their Worldly Goods, regia di Sydney Ayres – cortometraggio (1914)
- This Is th' Life, regia di Henry Otto – cortometraggio (1914)
- Susie's New Shoes, regia di Harry A. Pollard – cortometraggio (1914)
- Lodging for the Night, regia di Thomas Ricketts – cortometraggio (1914)
- The Aftermath, regia di Sydney Ayres – cortometraggio (1914)
- Damaged Goods, regia di Thomas Ricketts (1914)
- A Modern Othello, regia di Harry A. Pollard (1914) – cortometraggio (1914)
- The Song of the Sea Shell
- The Wrong Birds – cortometraggio (1914)
- The Motherless Kids, regia di Harry A. Pollard – cortometraggio (1914)
- Break, Break, Break, regia di Harry A. Pollard – cortometraggio (1914)
- The Cocoon and the Butterfly, regia di Sydney Ayres – cortometraggio (1914)
- The Only Way, regia di Harry A. Pollard – cortometraggio (1914)
- The Mirror, regia di Henry Otto – cortometraggio (1914)
- Caught in a Tight Pinch, regia di Harry A. Pollard – cortometraggio (1914)
- His Faith in Humanity, regia di Sydney Ayres – cortometraggio (1914)
- The Redemption of a Pal, regia di Henry Otto – cortometraggio (1914)
- The Taming of Sunnybrook Nell, regia di Sydney Ayres – cortometraggio (1914)
- The Legend of Black Rock, regia di Harry A. Pollard – cortometraggio (1914)
- The Ingrate, regia di Thomas Ricketts – cortometraggio (1914)
- Daphnia, regia di Henry Otto – cortometraggio (1914)
- Nieda, regia di Harry A. Pollard – cortometraggio (1914)
- Billy's Rival regia di Sydney Ayres – cortometraggio (1914)
- Jail Birds, regia di Sydney Ayres – cortometraggio (1914)
- Down by the Sea, regia di Thomas Ricketts – cortometraggio (1914)
- Daylight, regia di Thomas Ricketts – cortometraggio (1914)
- Dad and the Girls – cortometraggio (1914)
- In the Open, regia di Sydney Ayres – cortometraggio (1914)
- The Final Impulse, regia di Thomas Ricketts – cortometraggio (1914)
- Sir Galahad of Twilight, regia di Sydney Ayres – cortometraggio (1914)
- Thirty Minutes of Melodrama, regia di Lorimer Johnston – cortometraggio
- When the Road Parts, regia di William Desmond Taylor – cortometraggio (1914)
- The Ruin of Manley, regia di Thomas Ricketts – cortometraggio (1914)
- A Slice of Life, regia di Thomas Ricketts e William Desmond Taylor – cortometraggio (1914)
- Motherhood, regia di Harry A. Pollard – cortometraggio (1914)
- The Stolen Masterpiece, regia di Thomas Ricketts – cortometraggio (1914)
- A Slice of Life, regia di Thomas Ricketts e William Desmond Taylor – cortometraggio (1914)
- Redbird Wins, regia di Sydney Ayres – cortometraggio (1914)
- Beppo, regia di Henry Otto – cortometraggio (1914)
- Old Enough to Be Her Grandpa, regia di Thomas Ricketts – cortometraggio (1914)
- In the Candlelight, regia di Thomas Ricketts – cortometraggio (1914)
- As a Man Thinketh – cortometraggio (1914)
- The Archaeologist, regia di Henry Otto – cortometraggio (1914)
- The Beggar Child, regia di William Desmond Taylor – cortometraggio (1914)
- Cupid and a Dress Coat – cortometraggio (1914)
- The Strength o' Ten, regia di Thomas Ricketts – cortometraggio (1914)
- Out of the Darkness, regia di Thomas Ricketts – cortometraggio (1914)
- The Girl in Question, regia di Thomas Ricketts – cortometraggio (1914)
- In Tune, regia di Henry Otto – cortometraggio (1914)
- Her Younger Sister, regia di Frank Cooley – cortometraggio (1914)
- The Silent Way, regia di Henry Otto – cortometraggio (1914)
- The Sower Reaps, regia di Thomas Ricketts – cortometraggio (1914)
- Brass Buttons, regia di William Desmond Taylor – cortometraggio (1914)
- The Tin Can Shack, regia di Henry Otto – cortometraggio (1914)
- When a Woman Waits, regia di Henry Otto – cortometraggio (1914)
- The Unseen Vengeance, regia di Thomas Ricketts – cortometraggio (1914)

### 1915
- The Legend Beautiful, regia di Thomas Ricketts – cortometraggio (1915)
- In the Vale of Sorrow, regia di Frank Cooley – cortometraggio (1915)
- The Alarm of Angelon, regia di Henry Otto – cortometraggio (1915)
- Restitution, regia di Henry Otto – cortometraggio (1915)
- The Spirit of Giving, regia di Frank Cooley – cortometraggio (1915)
- The Black Ghost Bandit, regia di Thomas Ricketts – cortometraggio (1915)
- Refining Fires, regia di Thomas Ricketts – cortometraggio (1915)
- The Birth of Emotion, regia di Henry Otto – cortometraggio (1915)
- A Girl and Two Boys, regia di Frank Cooley – cortometraggio (1915)
- The Crucifixion of Al Brady, regia di Henry Otto – cortometraggio (1915)
- Silence, regia di Henry Otto – cortometraggio (1915)
- Evan's Lucky Day, regia di Frank Cooley – cortometraggio (1915)
- Coals of Fire, regia di Thomas Ricketts – cortometraggio (1915)
- The Law of the Wilds, regia di Thomas Ricketts – cortometraggio (1915)
- Which Would You Rather Be?, regia di Frank Cooley – cortometraggio (1915)
- Imitations, regia di Henry Otto – cortometraggio (1915)
- Justified, regia di Henry Otto – cortometraggio (1915)
- Mrs. Cook's Cooking, regia di Frank Cooley – cortometraggio (1915)
- A Heart of Gold, regia di Thomas Ricketts – cortometraggio (1915)
- The Wily Chaperon, regia di Thomas Ricketts – cortometraggio (1915)
- In the Twilight, regia di Thomas Ricketts – cortometraggio (1915)
- The Happier Man, regia di Frank Cooley – cortometraggio (1915)
- Saints and Sinners, regia di Henry Otto – cortometraggio (1915)
- The Decision, regia di Henry Otto – cortometraggio  (1915)
- The Constable's Daughter, regia di Frank Cooley – cortometraggio (1915)
- She Never Knew, regia di Thomas Ricketts – cortometraggio (1915)
- Heart of Flame, regia di Thomas Ricketts – cortometraggio (1915)
- The Derelict, regia di Henry Otto – cortometraggio (1915)
- The Truth of Fiction, regia di Henry Otto – cortometraggio (1915)
- The Doctor's Strategy, regia di Frank Cooley – cortometraggio (1915)
- The Echo, regia di Thomas Ricketts – cortometraggio (1915)
- His Mysterious Neighbor, regia di Henry Otto – cortometraggio (1915)
- The Two Sentences, regia di Thomas Ricketts – cortometraggio (1915)
- In the Mansion of Loneliness, regia di Frank Cooley – cortometraggio (1915)
- Competition, regia di B. Reeves Eason e Thomas Ricketts – cortometraggio (1915)
- The Quest, regia di Harry A. Pollard  (1915)
- Ancestry, regia di Henry Otto – cortometraggio (1915)
- When the Fire Bell Rang, regia di Frank Cooley – cortometraggio (1915)
- In the Heart of the Woods, regia di Thomas Ricketts – cortometraggio (1915)
- In the Sunlight, regia di Thomas Ricketts – cortometraggio (1915)
- The First Stone, regia di Frank Cooley – cortometraggio (1915)
- Reformation, regia di Henry Otto – cortometraggio  (1915)
- His Brother's Debt, regia di Henry Otto – cortometraggio (1915)
- The Once Over, regia di Fred Cooley – cortometraggio (1915)
- A Touch of Love, regia di Thomas Ricketts – cortometraggio (1915)
- The Problem, regia di Harry A. Pollard – cortometraggio (1915)
- The Poet of the Peaks, regia di B. Reeves Eason – cortometraggio (1915)
- Persistence Wins, regia di Frank Cooley – cortometraggio (1915)
- The Wishing Stone, regia di Henry Otto – cortometraggio (1915)
- The Castle Ranch, regia di Henry Otto – cortometraggio (1915)
- The Day of Reckoning, regia di B. Reeves Eason (1915)
- Oh, Daddy!, regia di Frank Cooley – cortometraggio (1915)
- She Walketh Alone, regia di B. Reeves Eason – cortometraggio (1915)
- No Quarter, regia di Frank Cooley – cortometraggio (1915)
- Wife Wanted, regia di Henry Otto – cortometraggio (1915)
- The Diamond from the Sky, regia di Jacques Jaccard e William Desmond Taylor - serial (1915)
- One Summer's Sequel, regia di Henry Otto – cortometraggio (1915)
- The Face Most Fair, regia di Frank Cooley – cortometraggio (1915)
- When Empty Hearts Are Filled, regia di Arthur Macklin – cortometraggio (1915)
- Dreams Realized, regia di Frank Cooley – cortometraggio (1915)
- The Altar of Ambition, regia di Arthur Macklin – cortometraggio (1915)
- Life's Staircase, regia di Frank Cooley – cortometraggio (1915)
- The Broken Window, regia di Henry Otto – cortometraggio (1915)
- The Lure of the Mask, regia di Thomas Ricketts (1915)
- The Greater Strength, regia di Henry Otto – cortometraggio
- Naughty Henrietta, regia di Frank Cooley – cortometraggio (1915)
- At the Edge of Things – cortometraggio (1915)
- The Purple Hills, regia di Gilbert P. Hamilton – cortometraggio (1915)
- Reprisal, regia di Henry Otto – cortometraggio (1915)
- The Resolve, regia di Henry Otto – cortometraggio (1915)
- A Golden Rainbow, regia di Thomas Ricketts – cortometraggio (1915)
- The Lonesome Heart, regia di William Desmond Taylor - mediometraggio (1915)
- The Guiding Light, regia di Henry Otto – cortometraggio (1915)
- The Right to Happiness, regia di Thomas Ricketts – cortometraggio (1915)
- The Redemption of the Jasons, regia di Archer MacMackin – cortometraggio (1915)
- The Soul of the Vase, regia di William Desmond Taylor – cortometraggio (1915)
- A Good Business Deal, regia di B. Reeves Eason – cortometraggio (1915)
- Peggy Lynn, Burglar, regia di William Desmond Taylor – cortometraggio (1915)
- A Deal in Diamonds, regia di Frank Cooley – cortometraggio (1915)
- One Woman's Way
- By Whose Hand?, regia di Henry Otto – cortometraggio (1915)
- A Woman Scorned, regia di William Desmond Taylor – cortometraggio (1915)
- Mountain Mary, regia di B. Reeves Eason – cortometraggio (1915)
- The Secretary of Frivolous Affairs, regia di Thomas Ricketts (1915)
- The Zaca Lake Mystery, regia di Henry Otto – cortometraggio (1915)
- To Melody a Soul Responds, regia di B. Reeves Eason – cortometraggio (1915)
- The Honor of the District Attorney, regia di B. Reeves Eason – cortometraggio (1915)
- The Newer Way, regia di B. Reeves Eason – cortometraggio (1915)
- The Deception, regia di Henry Otto – cortometraggio (1915)
- After the Storm, regia di B. Reeves Eason – cortometraggio 1915
- Detective Blinn, regia di Henry Otto – cortometraggio (1915)
- The Mighty Hold, regia di William Bertram – cortometraggio (1915)
- The Girl from His Town, regia di Harry A. Pollard (1915)
- The Exile of Bar-K Ranch, regia di B. Reeves Eason – cortometraggio (1915)
- Comrades Three, regia di Henry Otto – cortometraggio (1915)
- The Jilt, regia di Henry Otto – cortometraggio (1915)
- The Assayer of Lone Gap, regia di B. Reeves Eason – cortometraggio (1915)
- Drawing the Line, regia di Reaves Eason (B. Reeves Eason) (1915)
- Mixed Wires, regia di Henry Otto – cortometraggio (1915)
- Uncle Heck, by Heck!, regia di John Steppling – cortometraggio (1915)
- The Divine Decree, regia di Henry Otto – cortometraggio (1915)
- Infatuation, regia di Harry A. Pollard (1915)
- In Trust, regia di B. Reeves Eason (1915)
- The Forecast, regia di Henry Otto – cortometraggio (1915)
- When His Dough Was Cake, regia di James Douglass – cortometraggio (1915)
- Senor's Silver Buckle, regia di Henry Otto – cortometraggio (1915)
- The Little Lady Next Door, regia di B. Reeves Eason – cortometraggio (1915)
- The Great Question, regia di Thomas Ricketts – cortometraggio (1915)
- The House of a Thousand Scandals, regia di Thomas Ricketts (1915)
- It Was Like This, regia di Henry Otto – cortometraggio (1915)
- The Barren Gain, regia di B. Reeves Eason – cortometraggio (1915)
- Hearts in Shadow, regia di B. Reeves Eason – cortometraggio (1915)
- Pardoned, regia di Thomas Ricketts – cortometraggio (1915)
- Two Spot Joe, regia di Donald MacDonald – cortometraggio (1915)
- Profit from Loss, regia di B. Reeves Eason – cortometraggio (1915)
- The Blot on the Shield, regia di B. Reeves Eason – cortometraggio (1915)
- The Miracle of Life, regia di Harry A. Pollard (1915)
- The Sheriff of Willow Creek, regia di Frank Cooley – cortometraggio (1915)
- Playing for High Stakes, regia di Donald MacDonald – cortometraggio (1915)
- The Smuggler's Cave, regia di B. Reeves Eason – cortometraggio (1915)
- The Wasp, regia di B. Reeves Eason – cortometraggio (1915)
- The Trail of the Serpent, regia di Frank Cooley – cortometraggio (1915)
- The End of the Road, regia di Thomas Ricketts (1915)
- To Rent Furnished, regia di B. Reeves Eason – cortometraggio (1915)
- Questa è la vita (This Is the Life), regia di William Bertram – cortometraggio (1915)
- Almost a Widow, regia di John Francis Dillon – cortometraggio (1915)
- The Substitute Minister, regia di B. Reeves Eason – cortometraggio (1915)
- The Warning, regia di Frank Cooley – cortometraggio (1915)
- The Bluffers, regia di B. Reeves Eason – cortometraggio (1915)
- The Valley Feud, regia di Fred Cooley – cortometraggio (1915)
- The Silver Lining, regia di B. Reeves Eason – cortometraggio (1915)
- Broadcloth and Buckskin, regia di Frank Cooley – cortometraggio  (1915)
- The Buzzard's Shadow, regia di Thomas Ricketts (1915)
- The Solution to the Mystery, regia di B. Reeves Eason – cortometraggio (1915)
- There's Good in the Worst of Us, regia di Frank Cooley – cortometraggio (1915)
- In the Sunset Country, regia di Frank Cooley – cortometraggio (1915)
- The Tragic Circle, regia di Thomas Ricketts – cortometraggio (1915)

### 1916
- The Other Side of the Door, regia di Tom Ricketts (1916)
- The Hills of Glory, regia di William Bertram – cortometraggio (1916)
- The Secret Wire, regia di Tom Ricketts – cortometraggio (1916)
- The Gamble, regia di Tom Ricketts – cortometraggio (1916)
- Wild Jim, Reformer, regia di Frank Cooley – cortometraggio (1916)
- The Man in the Sombrero, regia di Tom Ricketts – cortometraggio (1916)
- Lord Loveland Discovers America, regia di Arthur Maude (1916)
- The Broken Cross, regia di Tom Ricketts – cortometraggio (1916)
- Lillo of the Sulu Seas, regia di Tom Ricketts – cortometraggio (1916)
- Life's Blind Alley, regia di Tom Ricketts (1916)
- The Craving, regia di Charles Bartlett (1916)
- The Happy Masquerader, regia di Tom Ricketts – cortometraggio (1916)
- Embers, regia di Arthur Maude (1916)
- The Silken Spider, regia di Frank Borzage – cortometraggio (1916)
- The Suppressed Order, regia di Tom Ricketts – cortometraggio (1916)
- In the Shuffle, regia di Tom Ricketts – cortometraggio (1916)
- Bonds of Deception, regia di Tom Ricketts – cortometraggio (1916)
- April, regia di Donald MacDonald (1916)
- Pendulum of Chance, regia di Tom Ricketts – cortometraggio (1916)
- His Masterpiece, regia di Tom Ricketts – cortometraggio (1916)
- Realization, regia di Tom Ricketts – cortometraggio (1916)
- The Counterfeit Earl, regia di Carl M. Leviness – cortometraggio (1916)
- A Broken Genius, regia di Tom Ricketts – cortometraggio (1916)
- Pierre Brissac, the Brazen, regia di Thomas Ricketts – cortometraggio (1916)
- The Overcoat, regia di Rae Berger (1916)
- The Profligate, regia di Thomas Ricketts – cortometraggio (1916)
- The Pretender, regia di Thomas Ricketts – cortometraggio (1916)
- The Courtesan, regia di Arthur Maude (1916)
- Repaid, regia di Thomas Ricketts – cortometraggio (1916)
- Il segreto del sottomarino (The Secret of the Submarine), regia di George L. Sargent - serial (1916)
- The Man from Manhattan, regia di Jack Halloway (1916)
- The Trail of the Thief, regia di Thomas Ricketts – cortometraggio (1916)
- Jealousy's First Wife, regia di Carl M. Leviness – cortometraggio (1916)
- Convicted for Murder, regia di Thomas Ricketts – cortometraggio (1916)
- The Gentle Conspiracy, regia di Carl M. Leviness – cortometraggio (1916)
- The Sign of the Spade, regia di Murdock MacQuarrie (1916)
- The Fate of the Dolphin, regia di Tom Ricketts - – cortometraggio (1916)
- Tangled Skeins, regia di E. Mason Hopper – cortometraggio (1916)
- Dust, regia di Edward Sloman (1916)
- The Dancer, regia di Carl M. Leviness – cortometraggio (1916)
- Out of the Rainbow, regia di Tom Ricketts – cortometraggio (1916)
- The Power of Mind, regia di Tom Ricketts – cortometraggio (1916)
- The Dreamer, regia di Alfred Hollingsworth – cortometraggio (1916)
- Youth's Endearing Charm, regia di William C. Dowlan (1916)
- Land o' Lizards, regia di Frank Borzage (1916)
- Dulcie's Adventure, regia di James Kirkwood (1916)
- Citizens All, regia di Edward Sloman – cortometraggio (1916)
- The Franchise, regia di Edward Sloman – cortometraggio (1916)
- The Voice of Love, regia di Rae Berger (1916)
- Professor Jeremy's Experiment, regia di Carl M. Leviness – cortometraggio (1916)
- Faith, regia di James Kirkwood (1916)
- Rehabilitated – cortometraggio (1916)

### 1917
- Double Revenge, regia di Allan Dwan – cortometraggio
- Nature's Calling, regia di Allan Dwan – cortometraggio (1917)
- Melissa of the Hills, regia di James Kirkwood (1917)
- The Sea Master, regia di Edward Sloman (1917)
- Betty and the Buccaneers, regia di Rollin S. Sturgeon (1917)
- Snap Judgment, regia di Edward Sloman (1917)

### 1918
- Molly Go Get 'Em, regia di Lloyd Ingraham (1918)
- In Bad, regia di Edward Sloman (1918)
- Jilted Janet, regia di Lloyd Ingraham (1918)
- Powers That Prey, regia di Henry King (1918)
- Ann's Finish, regia di Lloyd Ingraham (1918)
- The Ghost of Rosy Taylor, regia di Edward Sloman (1918)
- Rosemary Climbs the Heights, regia di Lloyd Ingraham (1918)

### 1919
- A Sporting Chance, regia di Henry King (1919)
- The Tiger Lily, regia di George L. Cox (1919)

### 1920
- The Honey Bee, regia di Rupert Julian (1920)
- The Dangerous Talent, regia di George L. Cox (1920)
- The House of Toys, regia di George L. Cox (1920)

## Galleria d'immagini

1916 annunci
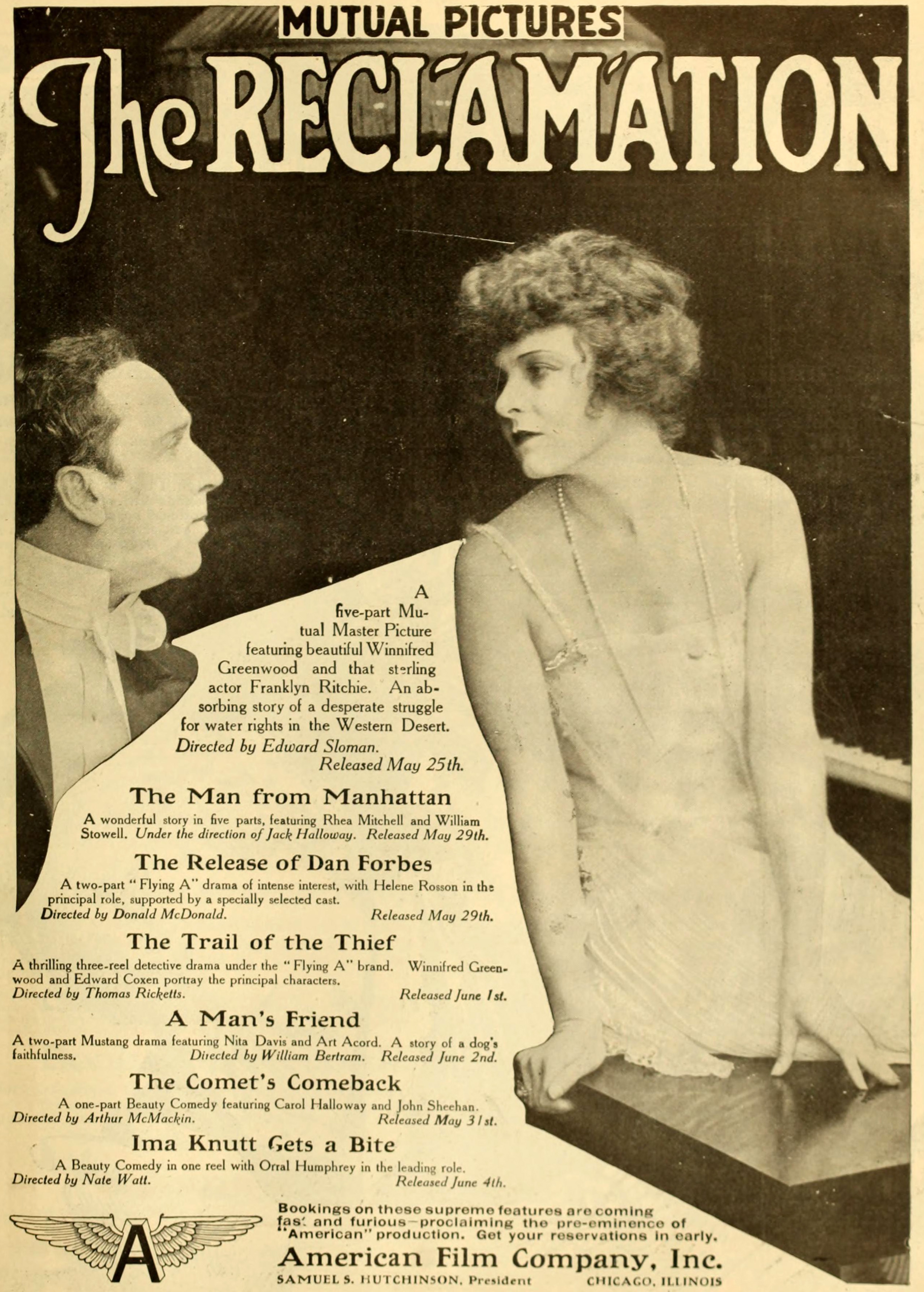
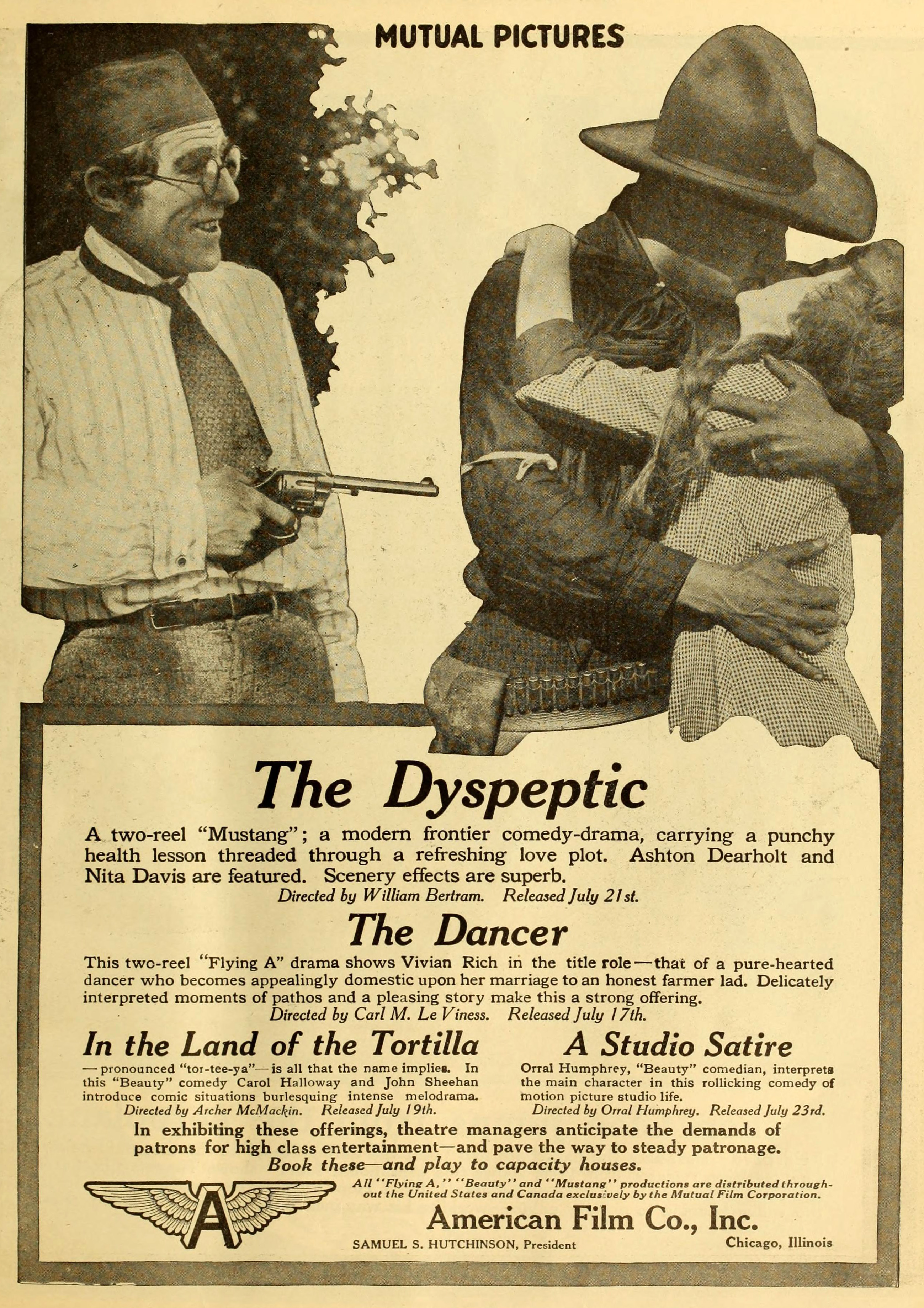
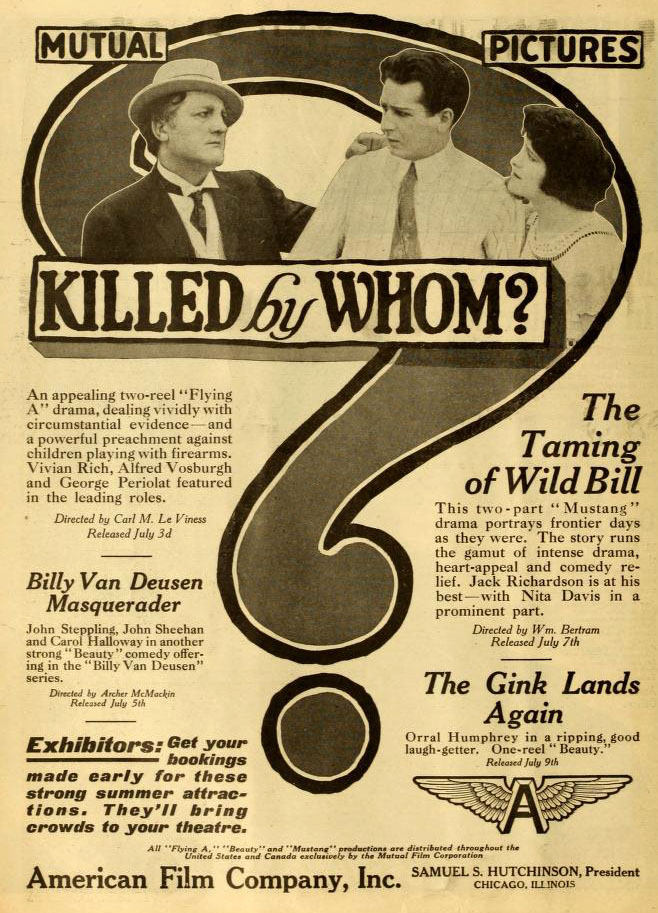
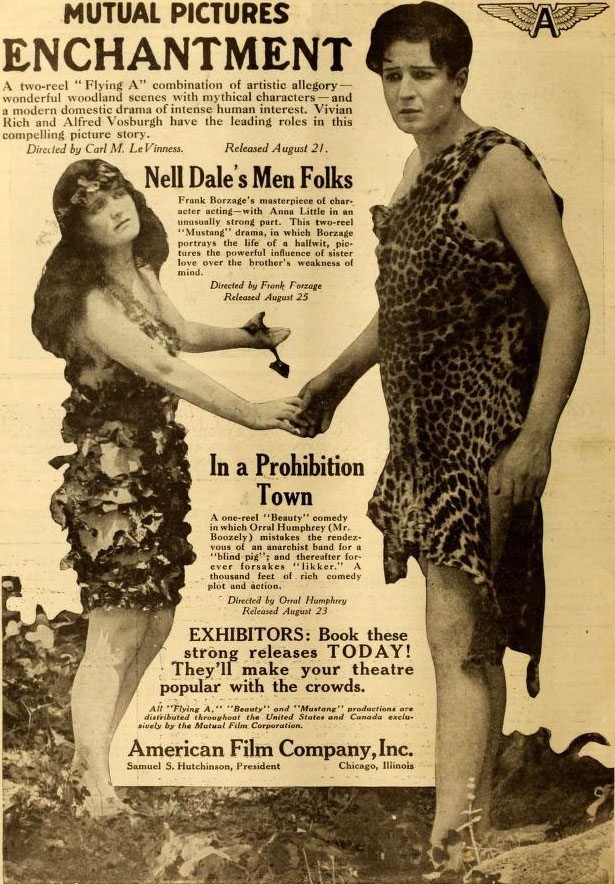
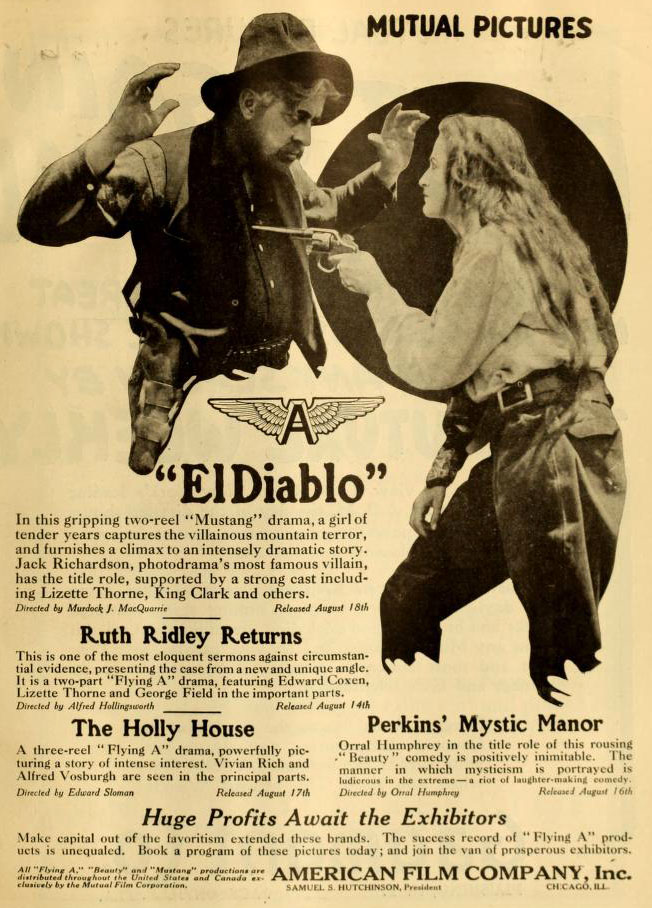